# Aeroportul Anápolis
Aeroportul Anápolis (IATA: APS, ICAO: SWNS) este un aeroport din Anápolis, Goiás, Região Centro-Oeste do Brasil⁠(d), Brazilia ce deservește zona Anápolis. Aeroportul a fost tranzitat în 2021 de 0 pasageri. A fost numit după zona deservită.
Situat la o altitudine de 1.112 m, aeroportul dispune de 1 pistă.

## Infrastructură

### Piste
Aeroportul dispune de o singură pistă. Pista 7/25 are suprafața de asfalt și dimensiunile 1.842 m × 45 m. 